# Sailly-sur-la-Lys
Pour l’article homonyme, voir Sailly.
Sailly-sur-la-Lys [saji syʁ la lis] est une commune française située dans le département du Pas-de-Calais en région Hauts-de-France. Ses habitants sont appelés les Saillisiens. Historiquement en Flandre française, elle est membre de la communauté de communes Flandre Lys.

## Géographie

### Localisation
Localisée dans l'est du département du Pas-de-Calais et limitrophe du département du Nord, Sailly-sur-la-Lys est une commune drainée par la Lys et située, à vol d'oiseau, à 7 km au sud de la frontière entre la Belgique et la France, à 17 km au nord-est de la commune de Béthune (chef-lieu d'arrondissement) et à 18 km à l'ouest de la commune de Lille (aire d'attraction).
Le territoire de la commune est limitrophe de ceux de six communes, dont quatre, Erquinghem-Lys, Estaires, La Gorgue et Steenwerck, dans le département du Nord.
Les communes limitrophes sont Steenwerck, Laventie, Erquinghem-Lys, Estaires, La Gorgue et Fleurbaix.

### Géologie et relief
La superficie de la commune est de 9,7 km2 ; son altitude varie de 13  à   19 m.

### Hydrographie
La commune, située dans le bassin Artois-Picardie, est, selon le Service d'administration nationale des données et référentiels sur l'eau (Sandre), drainée par la Lys, rivière d'une longueur de 134,01 km, qui prend sa source dans la commune de Lisbourg, dans le département du Pas-de-Calais, et se jette dans l'Escaut au niveau de la commune de Gand, en Belgique.
Treize autres petits cours d'eau drainent la commune, le Courant du Mariage, le Courant Dardon Aval et le luttum Candeille, la Becque des Pauvres, le Courant des Lauwets, le Courant du Flaquet, le Courant Lebleu, la Grande Becque, le Courant Cardon, et quatre cours d'eau au toponyme hydrographique inconnu,,,.

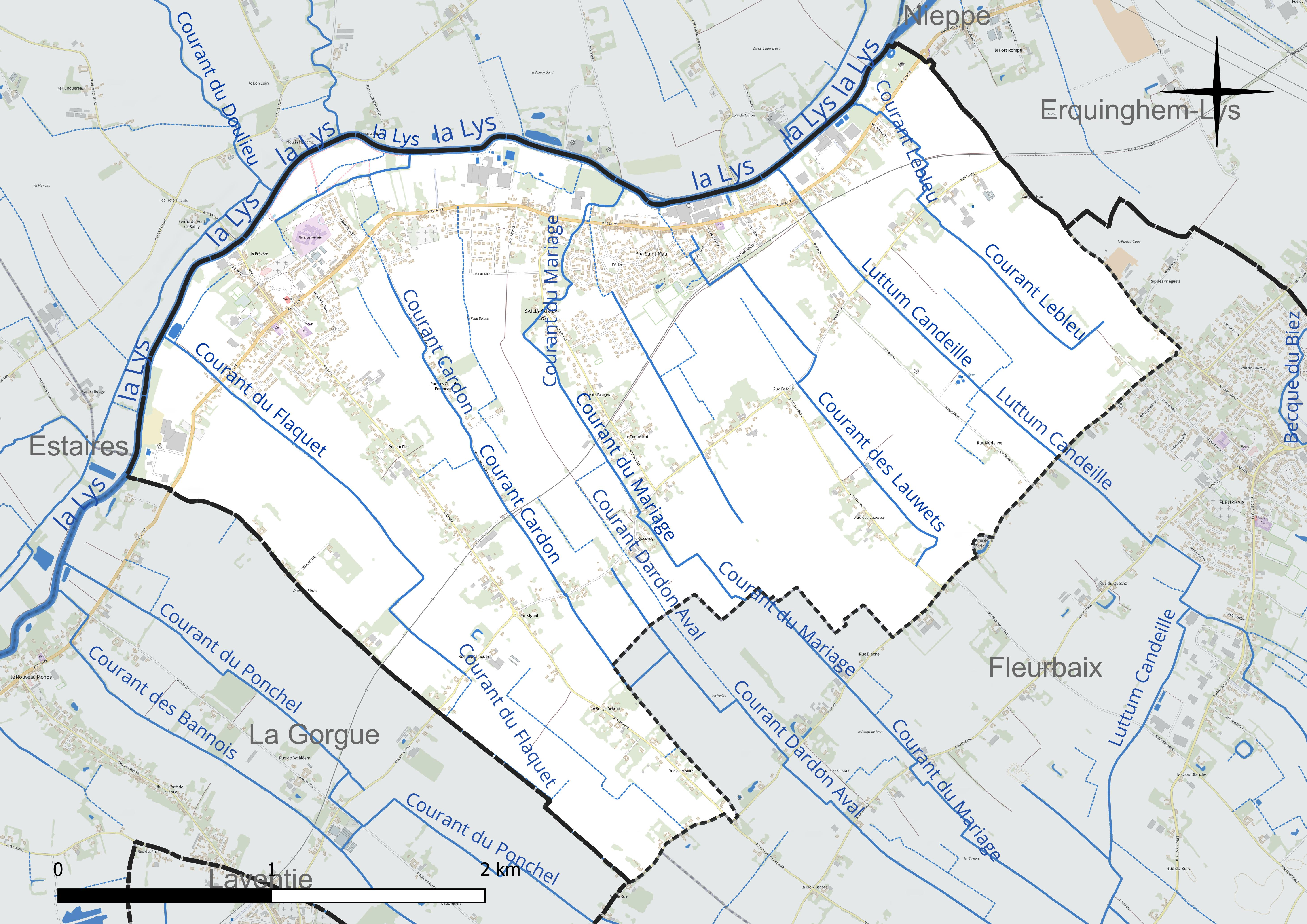
Réseau hydrographique de Sailly-sur-la-Lys.

### Climat
Pour des articles plus généraux, voir Climat des Hauts-de-France et Climat du Nord-Pas-de-Calais.
En 2010, le climat de la commune est de type climat océanique dégradé des plaines du Centre et du Nord, selon une étude du Centre national de la recherche scientifique (CNRS) s'appuyant sur une série de données couvrant la période 1971-2000. En 2020, Météo-France publie une typologie des climats de la France métropolitaine dans laquelle la commune est exposée à un climat océanique et est dans la région climatique Côtes de la Manche orientale, caractérisée par un faible ensoleillement (1 550 h/an) ; forte humidité de l’air (plus de 20 h/jour avec humidité relative > 80 % en hiver), vents forts fréquents.
Pour la période 1971-2000, la température annuelle moyenne est de 10,8 °C, avec une amplitude thermique annuelle de 14,1 °C. Le cumul annuel moyen de précipitations est de 698 mm, avec 12,2 jours de précipitations en janvier et 8,4 jours en juillet. Pour la période 1991-2020, la température moyenne annuelle observée sur la station météorologique la plus proche, située sur la commune de Steenvoorde à 21 km à vol d'oiseau, est de 11,2 °C et le cumul annuel moyen de précipitations est de 727,8 mm,. Pour l'avenir, les paramètres climatiques de la commune estimés pour 2050 selon différents scénarios d'émission de gaz à effet de serre sont consultables sur un site dédié publié par Météo-France en novembre 2022.

### Milieux naturels et biodiversité

#### Espaces protégés et gérés
La protection réglementaire est le mode d’intervention le plus fort pour préserver des espaces naturels remarquables et leur biodiversité associée.
Dans ce cadre, on trouve deux espaces protégés sur le territoire de la commune :
- la réserve naturelle régionale (RNR) des prés du moulin madame, terrain acquis (ou assimilé) par le Conservatoire d'espaces naturels des Hauts-de-France (parcelle acquise en maitrise foncière), d'une superficie de 9,127 ha[25] ;
- les prés du moulin Madame, réserve naturelle régionale gérée par le Conservatoire d'espaces naturels du Nord et du Pas-de-Calais, d'une superficie de 8,52 hectares[26].

#### Zone naturelle d'intérêt écologique, faunistique et floristique
L’inventaire des zones naturelles d'intérêt écologique, faunistique et floristique (ZNIEFF) a pour objectif de réaliser une couverture des zones les plus intéressantes sur le plan écologique, essentiellement dans la perspective d’améliorer la connaissance du patrimoine naturel national et de fournir aux différents décideurs un outil d’aide à la prise en compte de l’environnement dans l’aménagement du territoire.
Le territoire communal comprend une ZNIEFF de type 1 : le bocage alluvial de la Grande Becque à Steenbeck et Prés du Moulin Madame à Sailly-sur-la-Lys, d’une superficie de 122 hectares et d'une altitude variant de 14  à   17 mètres. Cette ZNIEFF, composée de prairies et de champs, longe la Grande Becque.

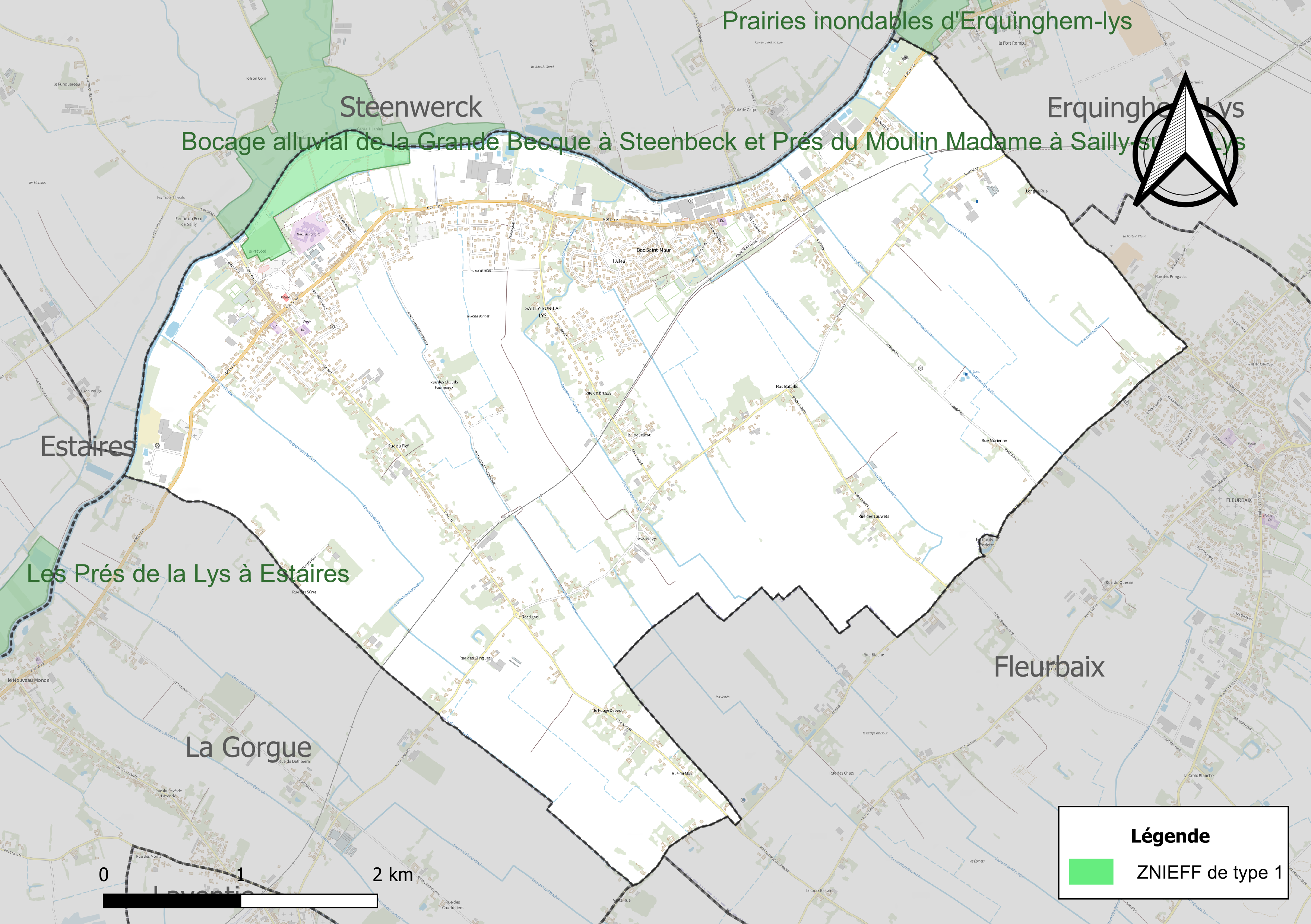
Carte de la ZNIEFF sur la commune.

#### Espèces faunistiques et floristiques
L’Inventaire national du patrimoine naturel (INPN) recense plusieurs espèces faunistiques et floristiques sur le territoire de la commune dont certaines sont protégées et d’autres menacées et quasi-menacées.

## Urbanisme

### Typologie
Au 1er janvier 2024, Sailly-sur-la-Lys est catégorisée ceinture urbaine, selon la nouvelle grille communale de densité à sept niveaux définie par l'Insee en 2022.
Elle appartient à l'unité urbaine de Béthune, une agglomération inter-départementale regroupant 94  communes, dont elle est une commune de la banlieue,,. Par ailleurs la commune fait partie de l'aire d'attraction de Lille (partie française), dont elle est une commune de la couronne,. Cette aire, qui regroupe 201 communes, est catégorisée dans les aires de 700 000 habitants ou plus (hors Paris),.

### Occupation des sols
L'occupation des sols de la commune, telle qu'elle ressort de la base de données européenne d’occupation biophysique des sols Corine Land Cover (CLC), est marquée par l'importance des territoires agricoles (82,8 % en 2018), en diminution par rapport à 1990 (88,8 %). La répartition détaillée en 2018 est la suivante : 
terres arables (76,4 %), zones urbanisées (17,2 %), zones agricoles hétérogènes (6,4 %). L'évolution de l’occupation des sols de la commune et de ses infrastructures peut être observée sur les différentes représentations cartographiques du territoire : la carte de Cassini (XVIIIe siècle), la carte d'état-major (1820-1866) et les cartes ou photos aériennes de l'IGN pour la période actuelle (1950 à aujourd'hui).

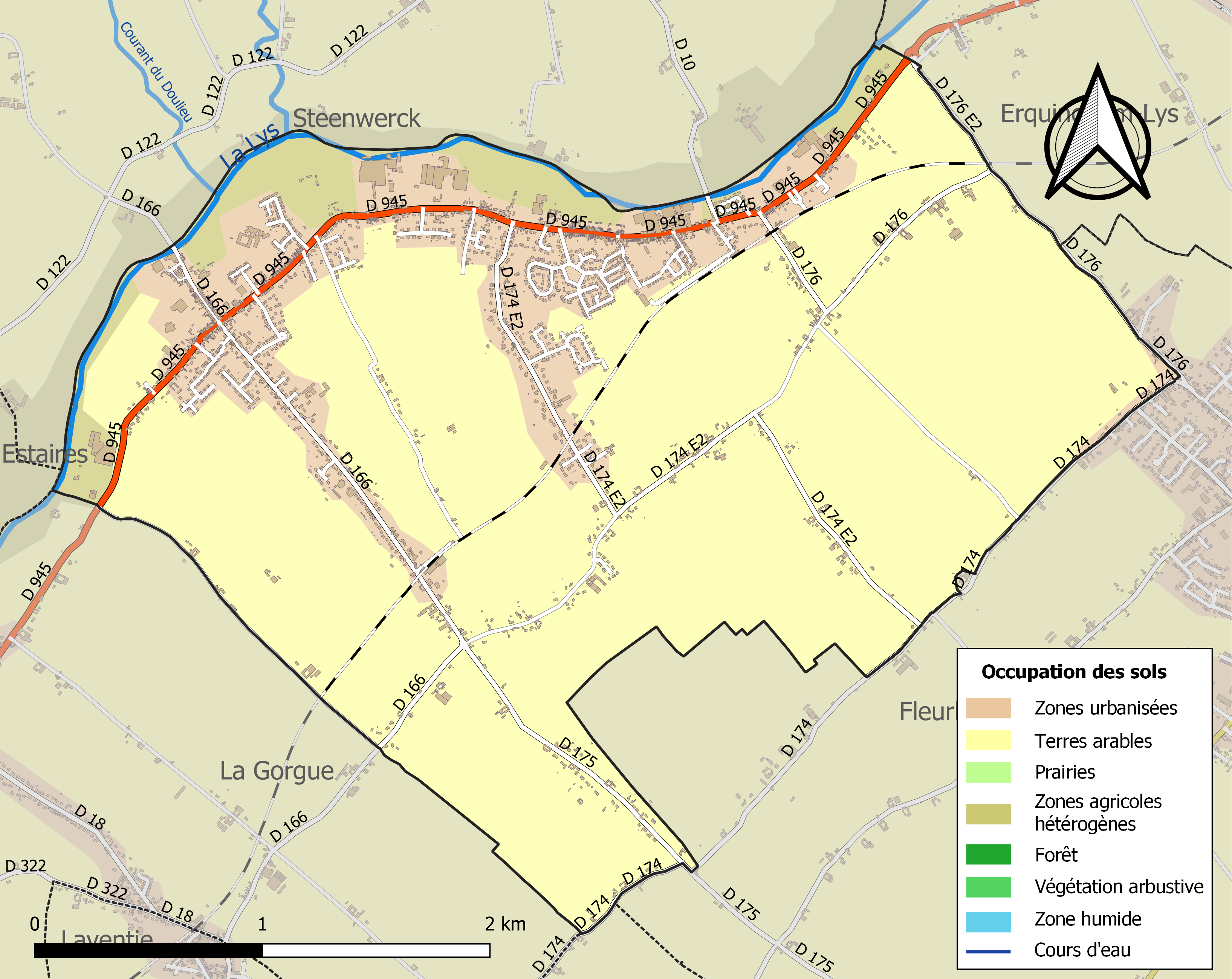
Carte des infrastructures et de l'occupation des sols de la commune en 2018 (CLC).

## Toponymie
Le nom de la localité est attesté sous les formes Saltiacum en 680 ; Salciacum en 866 ; Cilliacum en 890 ; Saliacum en 1024 ; Salli en 1053 ; Salgi en 1098 ; Sally au XIIe siècle ; Salli sour le Lis vers 1200 ; Saly en 1230 ; Sailli en 1245 ; Sailliacum super Lisiam en 1249 ; Sailly-sour-le-Lis en 1312 ; Sailly-sur-le-Lis, au pays de l’Alleue en 1529 ; Sailly sur la Lys en 1793 et Sailly-sur-la-Lys depuis 1801.
Sailly est issu de saltus qui signifie bois.
La Lys est une rivière de l’Artois, de la Flandre wallonne, de la Flandre maritime et de la Belgique, affluent en rive gauche de l'Escaut qu'elle rejoint à Gand.

## Histoire
D'après l'historien français Auguste de Loisne : « Sailly-sur-la-Lys, en 1789, était une des quatre paroisses du Pays de Lalleu, dont elle suivait la coutume, et faisait partie de la châtellenie de Lille (Nord). Son église paroissiale, diocèse d'Arras, doyenné de la Bassée, était consacrée à saint Vaast ; l'abbé de Saint-Vaast présentait à la cure. »
Après la Première Guerre mondiale, la commune est décorée de la croix de guerre 1914-1918 par décret du 25 septembre 1920, distinction également attribuée à 276 autres communes du Pas-de-Calais.

## Politique et administration

### Découpage territorial
La commune se trouve dans l'arrondissement de Béthune du département du Pas-de-Calais.

#### Commune et intercommunalités
La commune était membre de la communauté de communes Monts de Flandre - Plaine de la Lys. Depuis 2014, elle est membre de la communauté de communes Flandre Lys,.

#### Circonscriptions administratives
La commune est rattachée au canton de Beuvry.

#### Circonscriptions électorales
Pour l'élection des députés, la commune fait partie de la neuvième circonscription du Pas-de-Calais.

### Élections municipales et communautaires

#### Liste des maires
| Période                                  | Période                    | Identité              | Étiquette | Qualité |
| ---------------------------------------- | -------------------------- | --------------------- | --------- | --- |
| Les données manquantes sont à compléter. |                            |                       |           | |
| juin 1895                                | ?                          | Philippe Lebleu       |           | |
| ?                                        | ?                          | Henri Lebleu          |           | |
| 1935                                     | ?                          | César Menart          | RG        | |
| mai 1953                                 | ?                          | Henri Feutrie         |           | |
| mars 1971                                | ?                          | Gilbert Grenier       |           | Cultivateur |
| mars 1983                                | mars 2014                  | Annie Van Cortenbosch | PS        | Professeure de lettres retraitée Conseillère régionale du Nord-Pas-de-Calais (2004 → 2015)                                                                                        |
| mars 2014                                | En cours (au 4 avril 2022) | Jean-Claude Thorez    | SE-DVD    | Cadre retraité du secteur bancaire Vice-président de la CC Flandre Lys (2014 → ) Suppléant de la députée Marguerite Deprez-Audebert (2017 → 2022) Réélu pour le mandat 2020-2026, |

## Population et société

### Démographie
Les habitants sont appelés les Saillisiens.

#### Évolution démographique
L'évolution du nombre d'habitants est connue à travers les recensements de la population effectués dans la commune depuis 1793. Pour les communes de moins de 10 000 habitants, une enquête de recensement portant sur toute la population est réalisée tous les cinq ans, les populations de référence des années intermédiaires étant quant à elles estimées par interpolation ou extrapolation. Pour la commune, le premier recensement exhaustif entrant dans le cadre du nouveau dispositif a été réalisé en 2004.

En 2022, la commune comptait 3 932 habitants, en évolution de −2,16 % par rapport à 2016 (Pas-de-Calais : −0,72 %, France hors Mayotte : +2,11 %).
| 1793  | 1800  | 1806  | 1821  | 1831  | 1836  | 1841  | 1846  | 1851  |
| ----- | ----- | ----- | ----- | ----- | ----- | ----- | ----- | ----- |
| 2 097 | 2 176 | 2 391 | 2 280 | 2 378 | 2 391 | 2 392 | 2 441 | 2 430 |

| 1856  | 1861  | 1866  | 1872  | 1876  | 1881  | 1886  | 1891  | 1896  |
| ----- | ----- | ----- | ----- | ----- | ----- | ----- | ----- | ----- |
| 2 521 | 2 672 | 2 973 | 2 754 | 2 585 | 2 453 | 2 399 | 2 435 | 2 407 |

| 1901  | 1906  | 1911  | 1921  | 1926  | 1931  | 1936  | 1946  | 1954  |
| ----- | ----- | ----- | ----- | ----- | ----- | ----- | ----- | ----- |
| 2 514 | 2 608 | 2 604 | 1 703 | 2 041 | 2 073 | 2 060 | 2 011 | 2 098 |

| 1962  | 1968  | 1975  | 1982  | 1990  | 1999  | 2004  | 2006  | 2009  |
| ----- | ----- | ----- | ----- | ----- | ----- | ----- | ----- | ----- |
| 2 059 | 1 924 | 2 049 | 2 919 | 3 889 | 3 981 | 3 995 | 4 013 | 4 093 |

| 2014  | 2019  | 2022  | - | - | - | - | - | - |
| ----- | ----- | ----- | - | - | - | - | - | - |
| 4 017 | 3 910 | 3 932 | - | - | - | - | - | - |

#### Pyramide des âges
En 2018, le taux de personnes d'un âge inférieur à 30 ans s'élève à 32,1 %, soit en dessous de la moyenne départementale (36,7 %). À l'inverse, le taux de personnes d'âge supérieur à 60 ans est de 28,8 % la même année, alors qu'il est de 24,9 % au niveau départemental.
En 2018, la commune comptait 1 923 hommes pour 2 023 femmes, soit un taux de 51,27 % de femmes, légèrement inférieur au taux départemental (51,50 %).
Les pyramides des âges de la commune et du département s'établissent comme suit.
| Hommes | Classe d’âge | Femmes |
| ------ | ------------ | ------ |
| 0,4    | 90 ou +      | 0,8    |
| 5,2    | 75-89 ans    | 7,4    |
| 21,7   | 60-74 ans    | 21,9   |
| 22,9   | 45-59 ans    | 21,4   |
| 16,4   | 30-44 ans    | 17,5   |
| 14,8   | 15-29 ans    | 14,0   |
| 18,6   | 0-14 ans     | 16,9   |

| Hommes | Classe d’âge | Femmes |
| ------ | ------------ | ------ |
| 0,5    | 90 ou +      | 1,6    |
| 5,6    | 75-89 ans    | 8,9    |
| 16,7   | 60-74 ans    | 18,1   |
| 20,2   | 45-59 ans    | 19,2   |
| 18,9   | 30-44 ans    | 18,1   |
| 18,2   | 15-29 ans    | 16,2   |
| 19,9   | 0-14 ans     | 17,9   |

## Culture locale et patrimoine

### Lieux et monuments

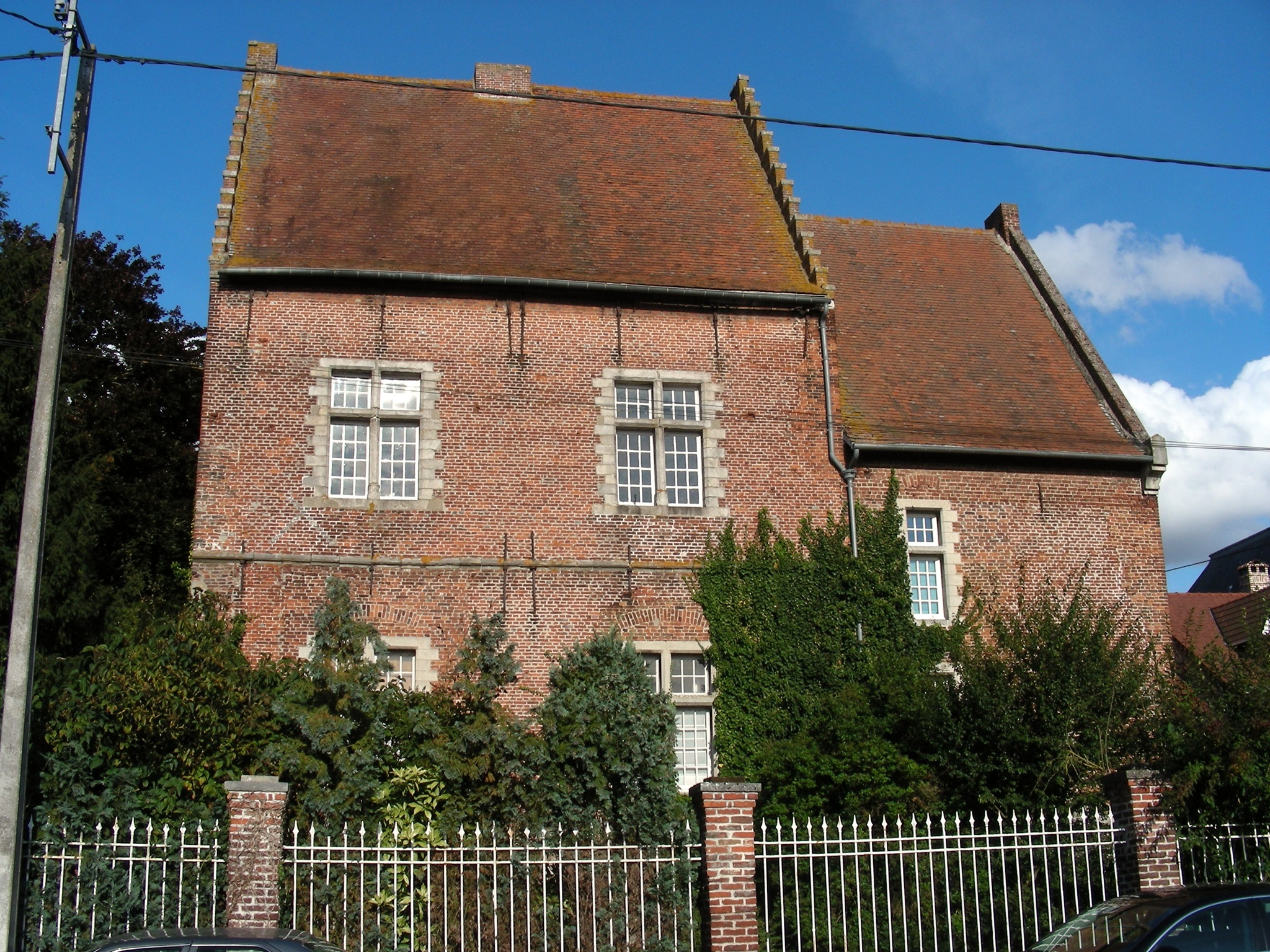
Vue de la maison de la Prévoté.

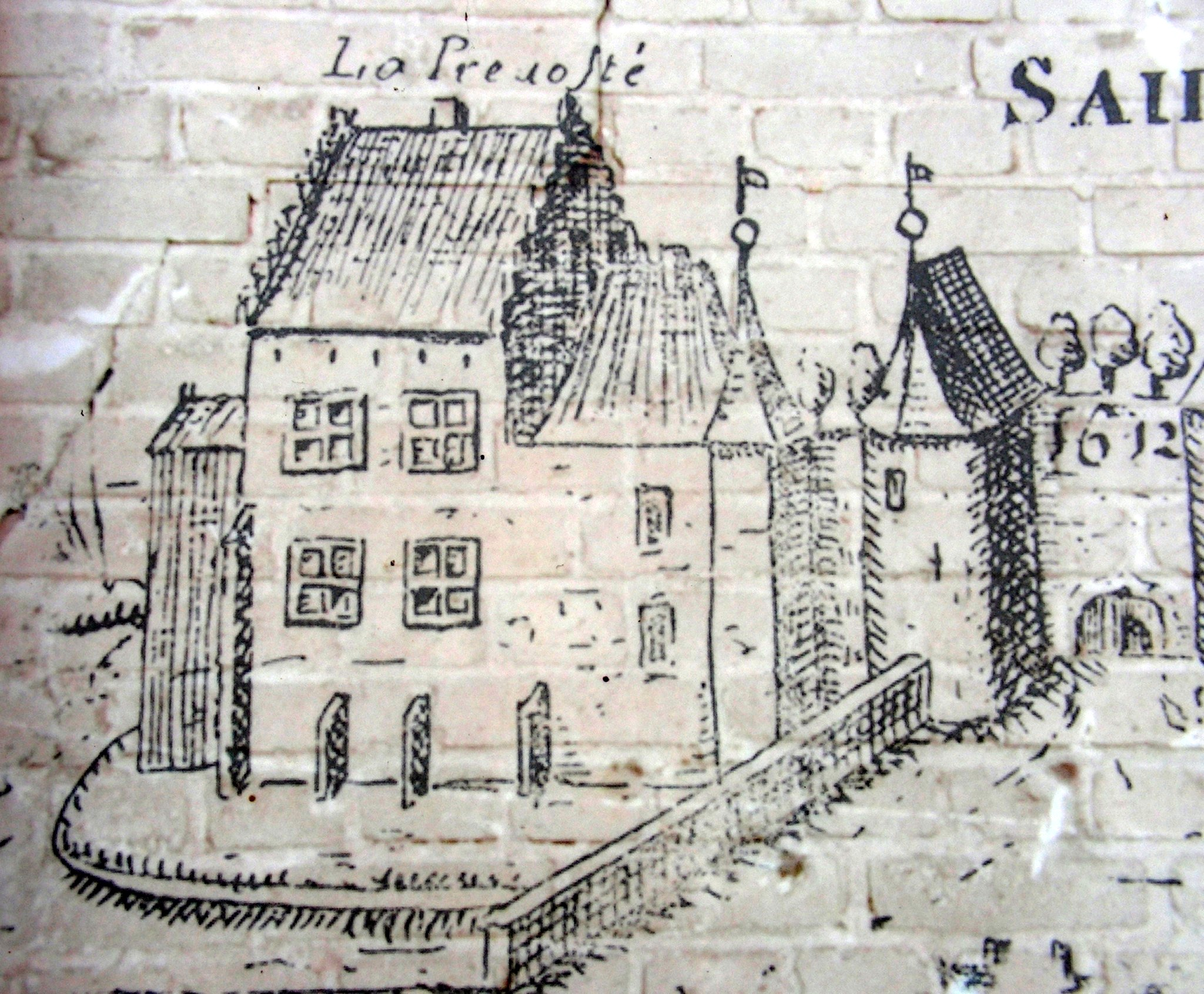
Flandria illustrata de Sanderus, t.II, p. 362 La Haye, 1726.

#### Monument historique
- La maison dite de la prévôté. Elle fait l’objet d’une inscription au titre des monuments historiques depuis le  5 janvier 1925[45].

La prévôté est un corps de logis situé sur le cimetière de la paroisse, près de la Lys. C'était une enceinte fortifiée qui comprenait la demeure du prévôt, les prisons et la salle de justice où se tenaient les "plaids" du pays. Une chapelle dédiée à la Vierge complétait l'ensemble de ces constructions. Au XVIe siècle, pendant les troubles des gueux, la Prévôté fut pillée et brûlée en partie. Détruite, la porte d'entrée reconstruite en 1612 est défendue par deux tours de guet, des fenêtres à meneaux en pierre et des pignons découpés de pas de moineaux. Le prévôt représentait l'abbé de Saint-Vaast dans toutes les affaires civiles et judiciaires, mais à l'église il n'avait que des droits honorifiques.
Sur le panneau explicatif devant le monument (abrégé) : « C'est l'un des rares vestiges de l'histoire du Pays de L'Alloeu. Dès 1296, un texte fait mention de l'existence d'une prévôté à Sailly. C'était un lieu où l'on rendait la justice et où se réunissaient parfois les échevins. C'était aussi le lieu de résidence du Prévôt représentant l'abbaye d'Arras. Le dernier prévôt demeura à Sailly de 1772 à 1791. Elle reste l'une des plus belles demeures de notre région. »
En 1296, la maison du moine de Sailly fut transformée en forteresse par crainte de Philippe le Bel en guerre avec les comtes de Flandres.
En 1566, pendant la guerre des gueux, la Prévôté est saccagée et brûlée. La porte d'entrée est reconstruite en 1612. Les bâtiments sont confisqués à la Révolution.
Atteinte de plusieurs projectiles pendant la Première Guerre mondiale, la prévôté a subi une complète restauration.

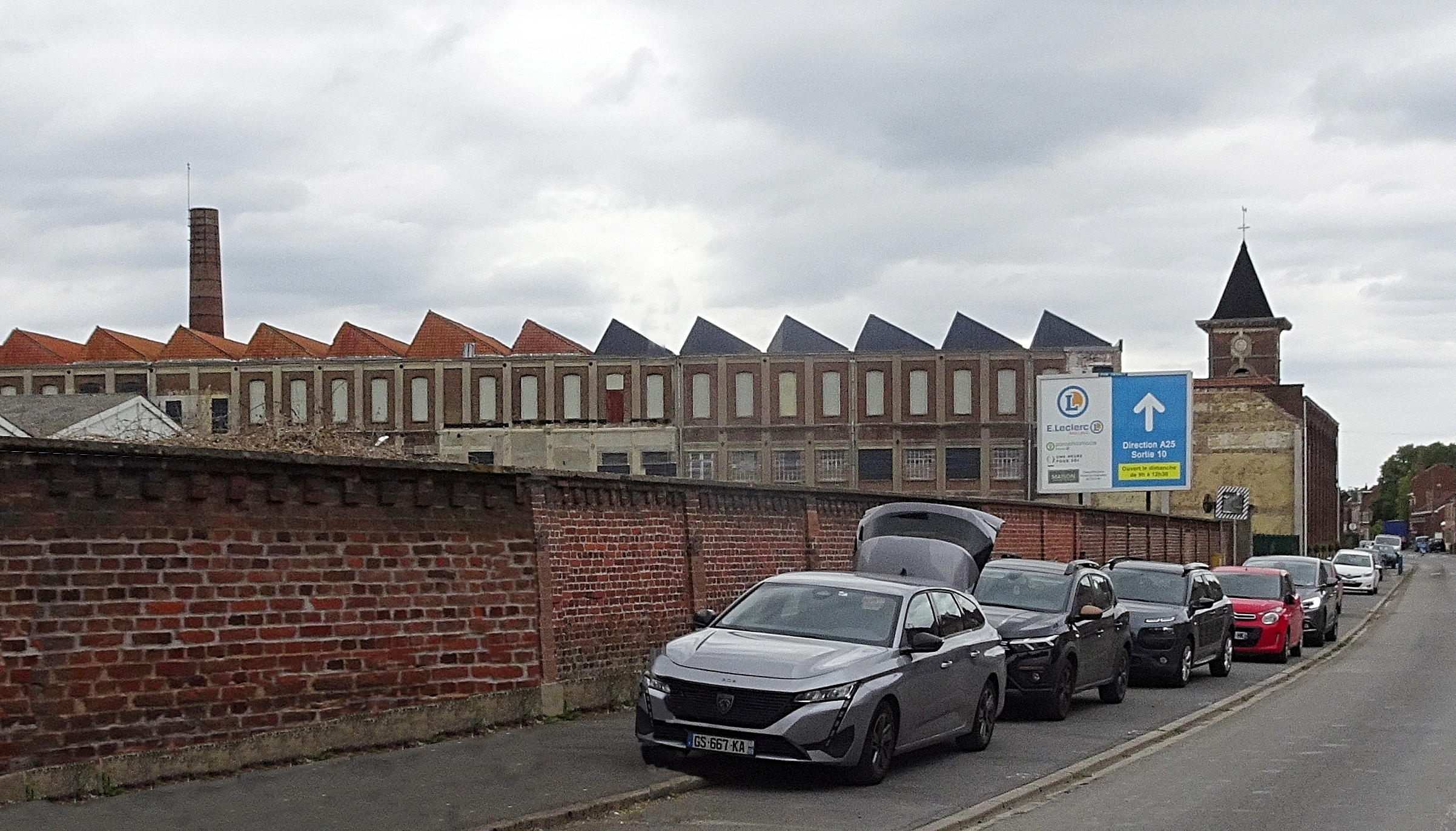
La filature Salmon - Safilin de Sailly-sur-la-Lys.- Pas-de-Calais Hauts-de-France

- L'ensemble textile Filatures et tissages Auguste Salmon. Il fait l’objet d’une inscription au titre des monuments historiques depuis 2023[46].

#### Autres lieux et monuments
- Le monument aux morts[47].
- L'église Saint-Vaast.
- Le pont de Sailly.
- La réserve naturelle régionale des prés du moulin Madame.
- Le cimetière militaire allemand de Sailly-sur-la-Lys.

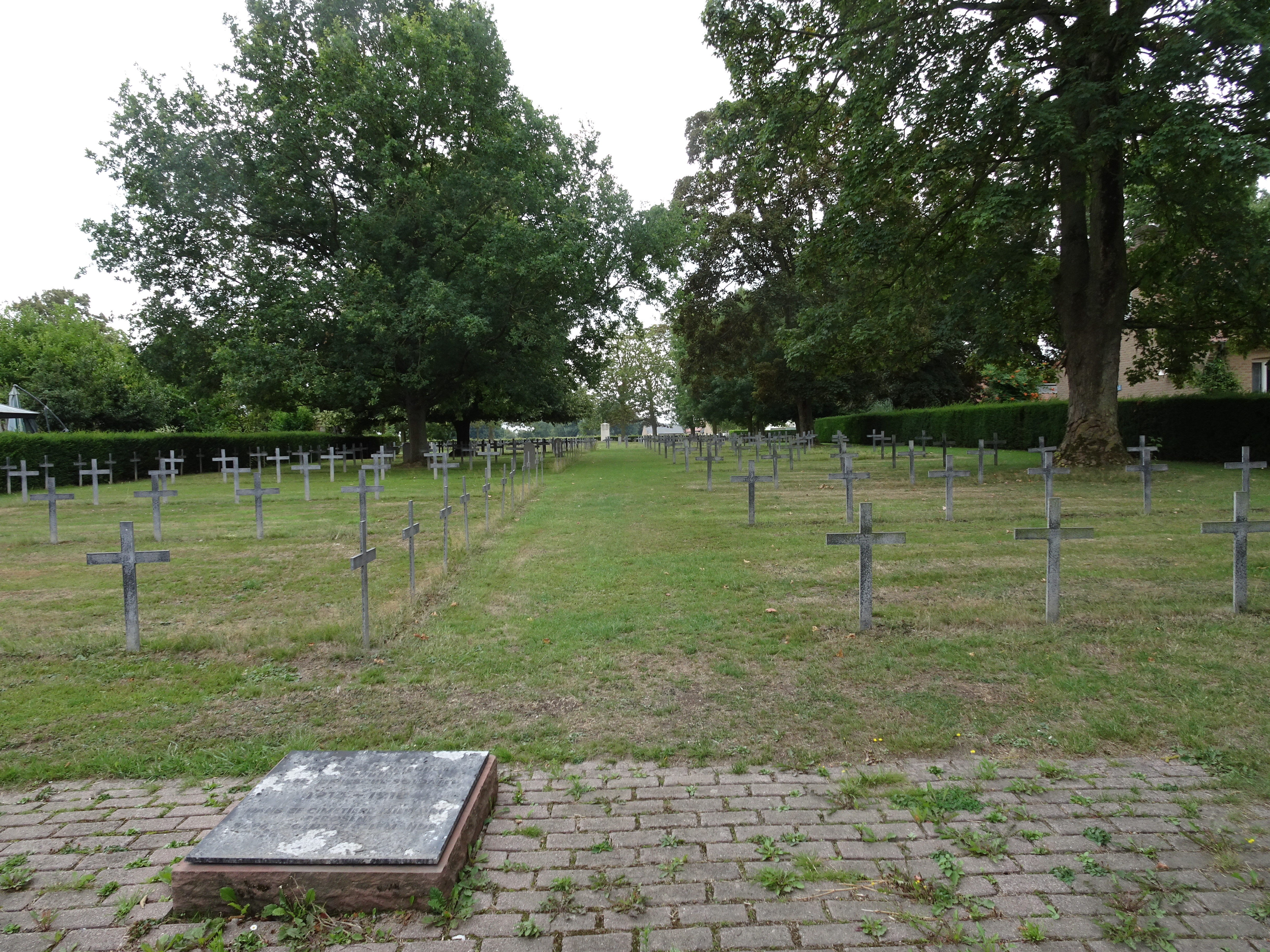
Le cimetière militaire allemand de Sailly-sur-la-Lys
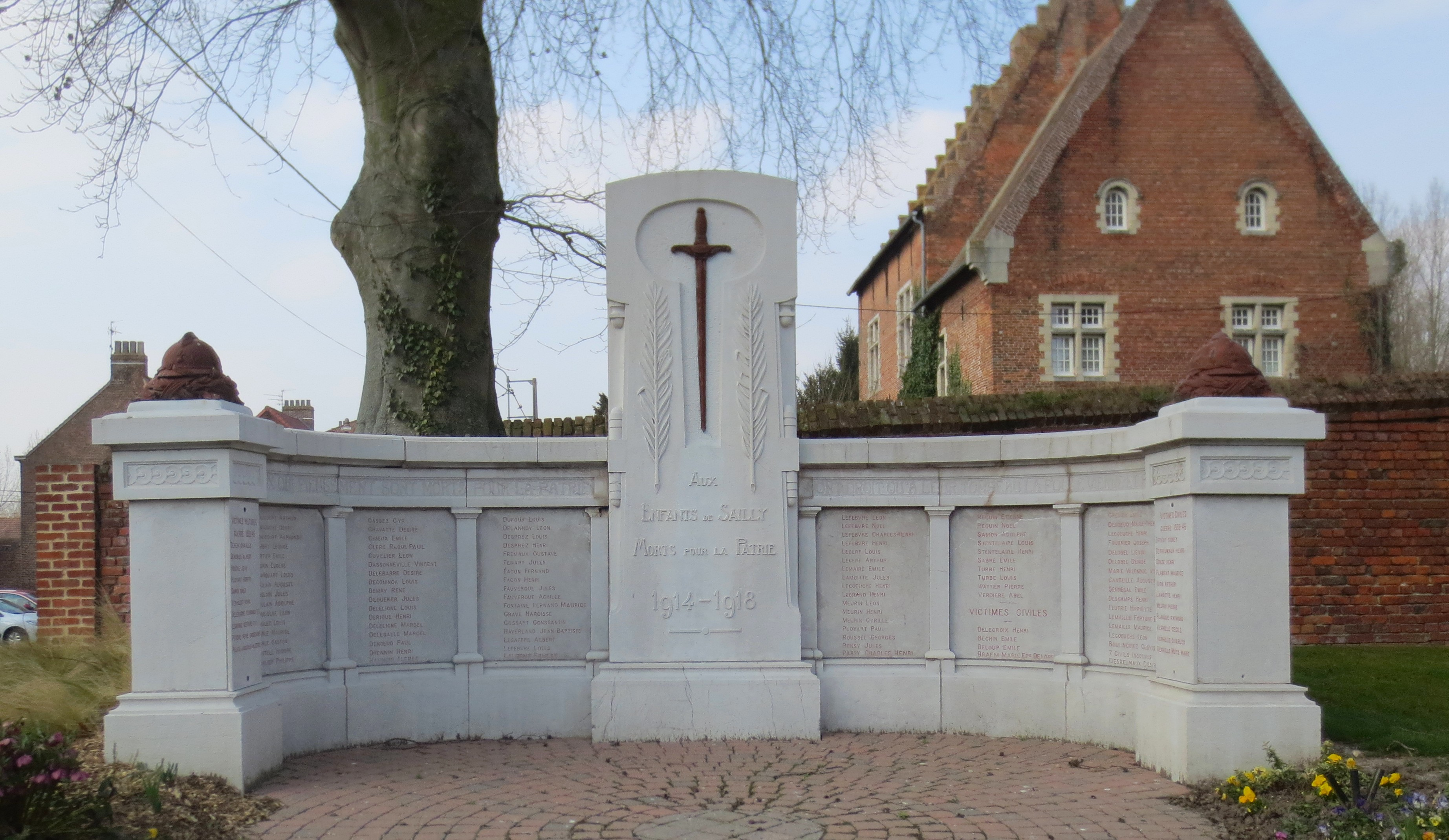
Le monument aux morts.
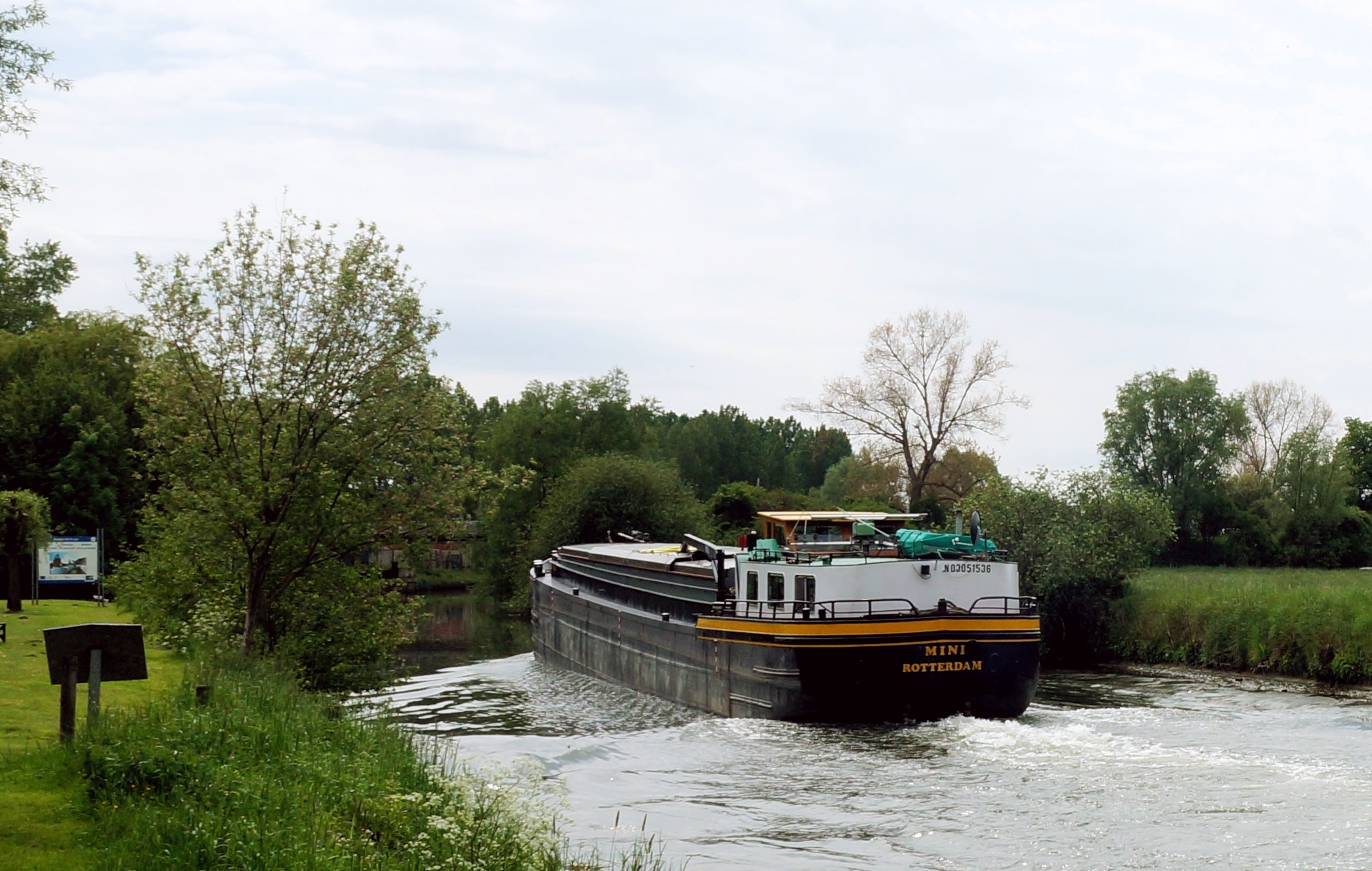
La réserve naturelle régionale des prés du moulin Madame.

#### Edifices religieux

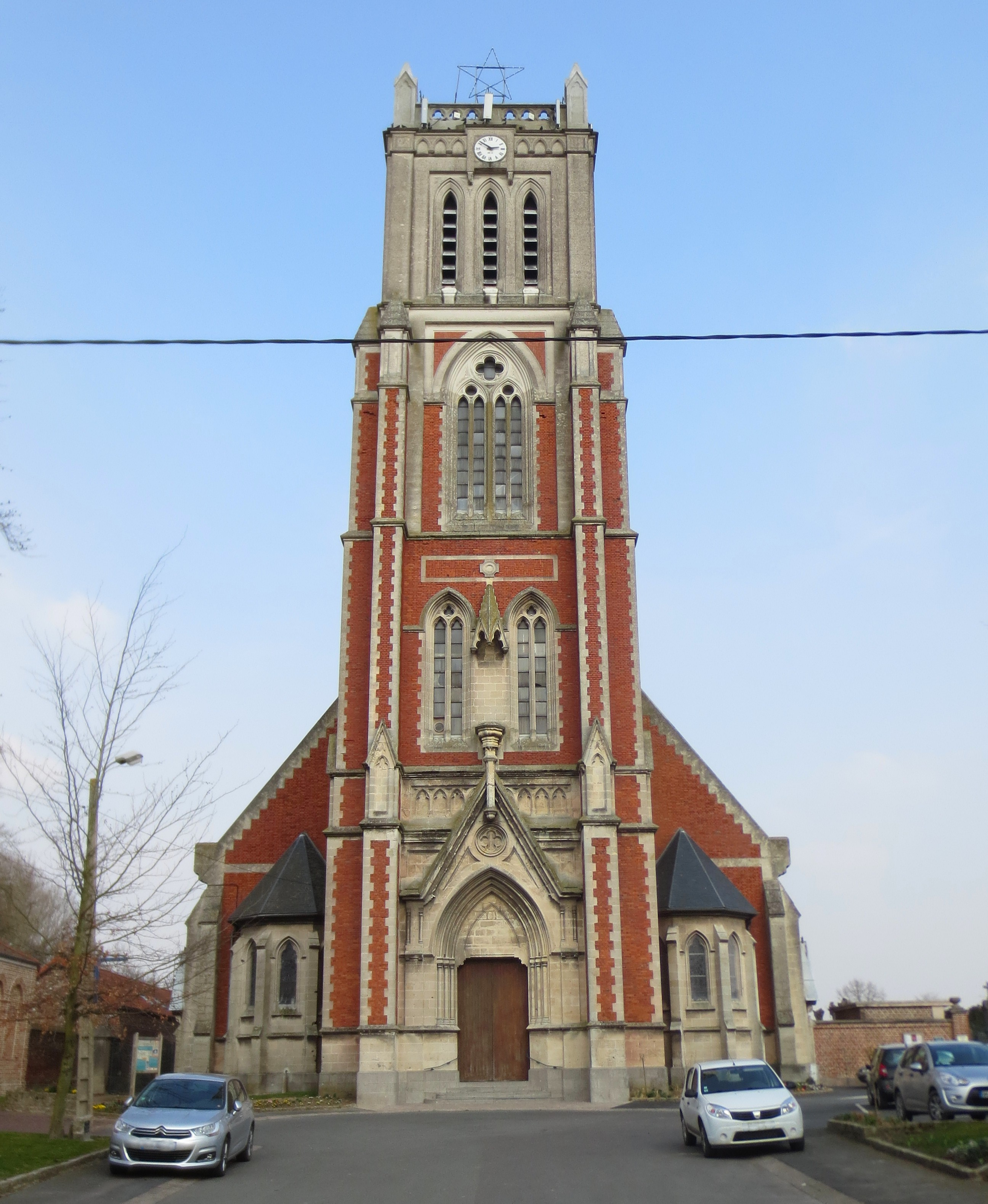
L'église Saint-Vaast.
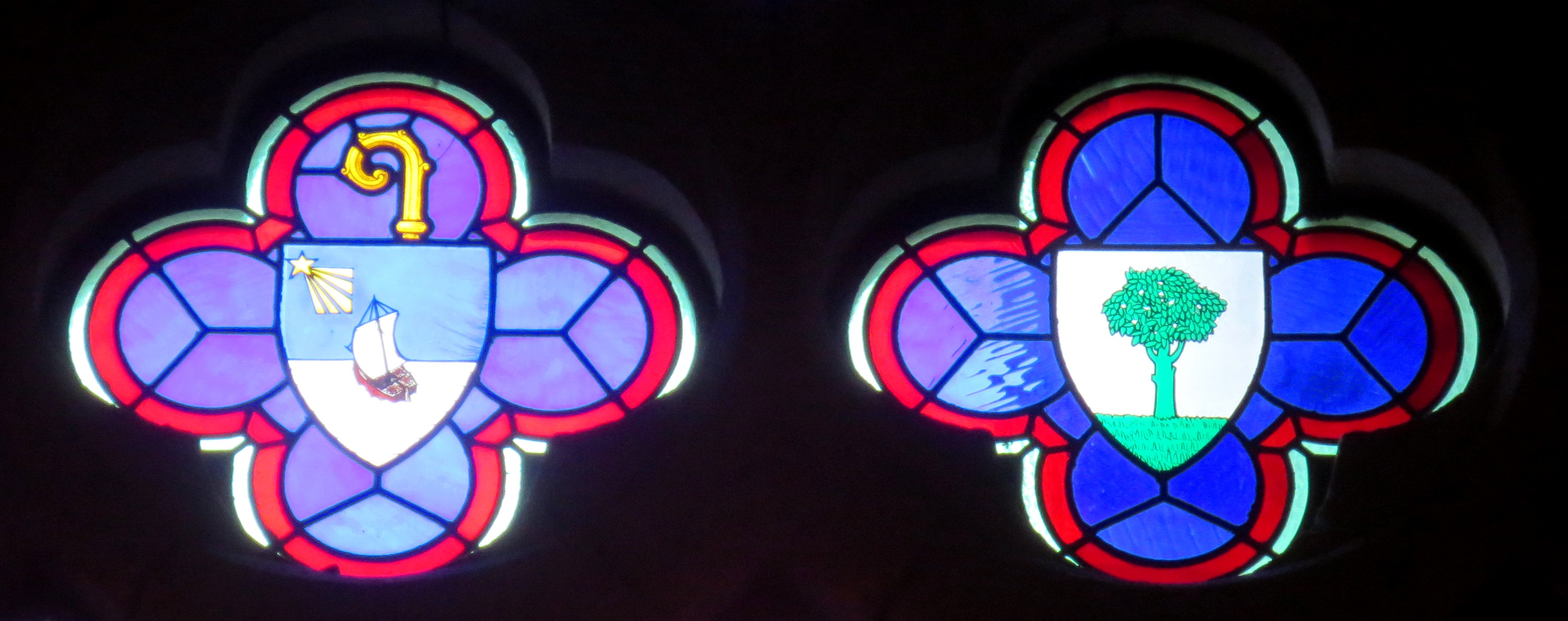
Les vitraux.
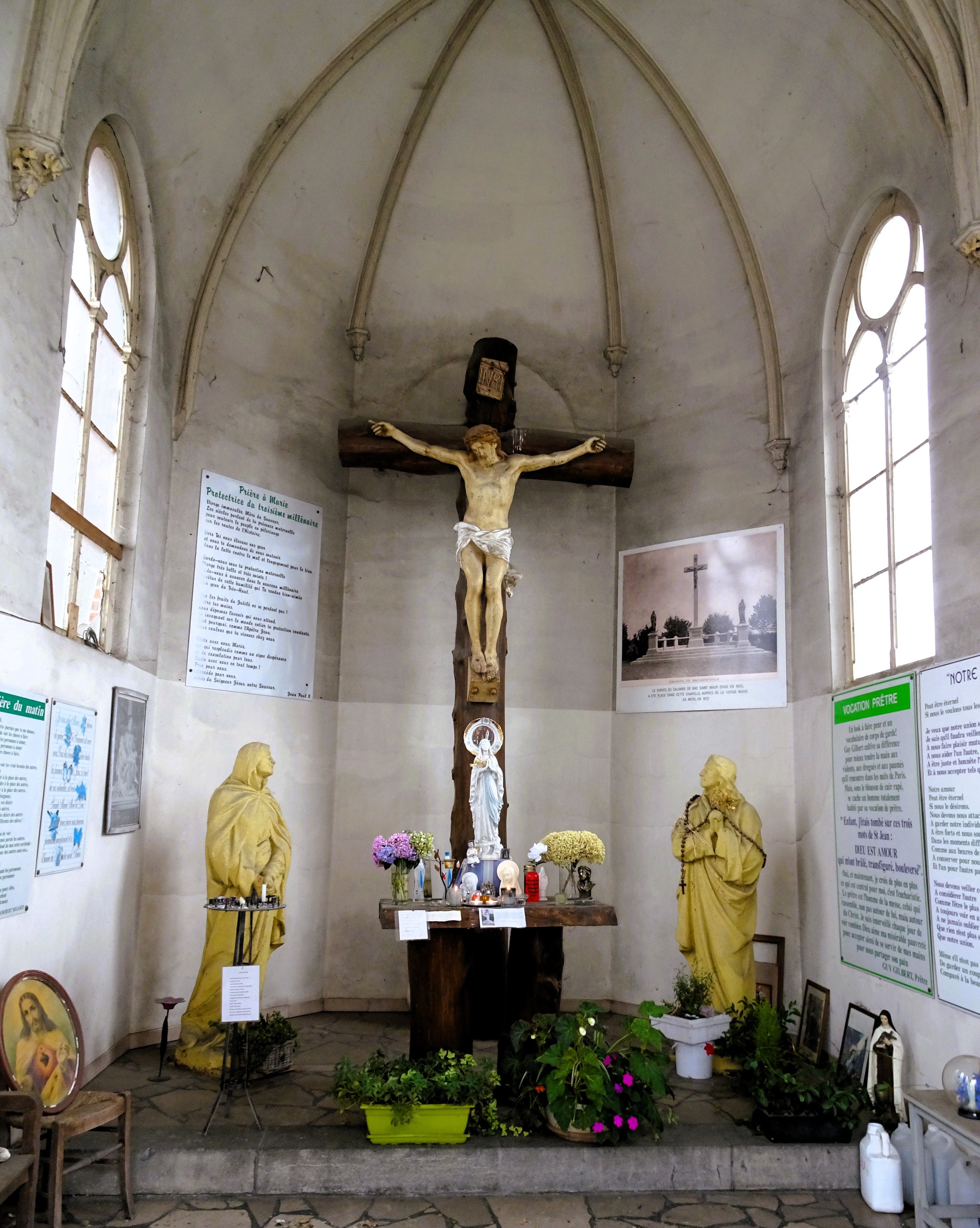
Intérieur de la  chapelle N.D. de Consolation
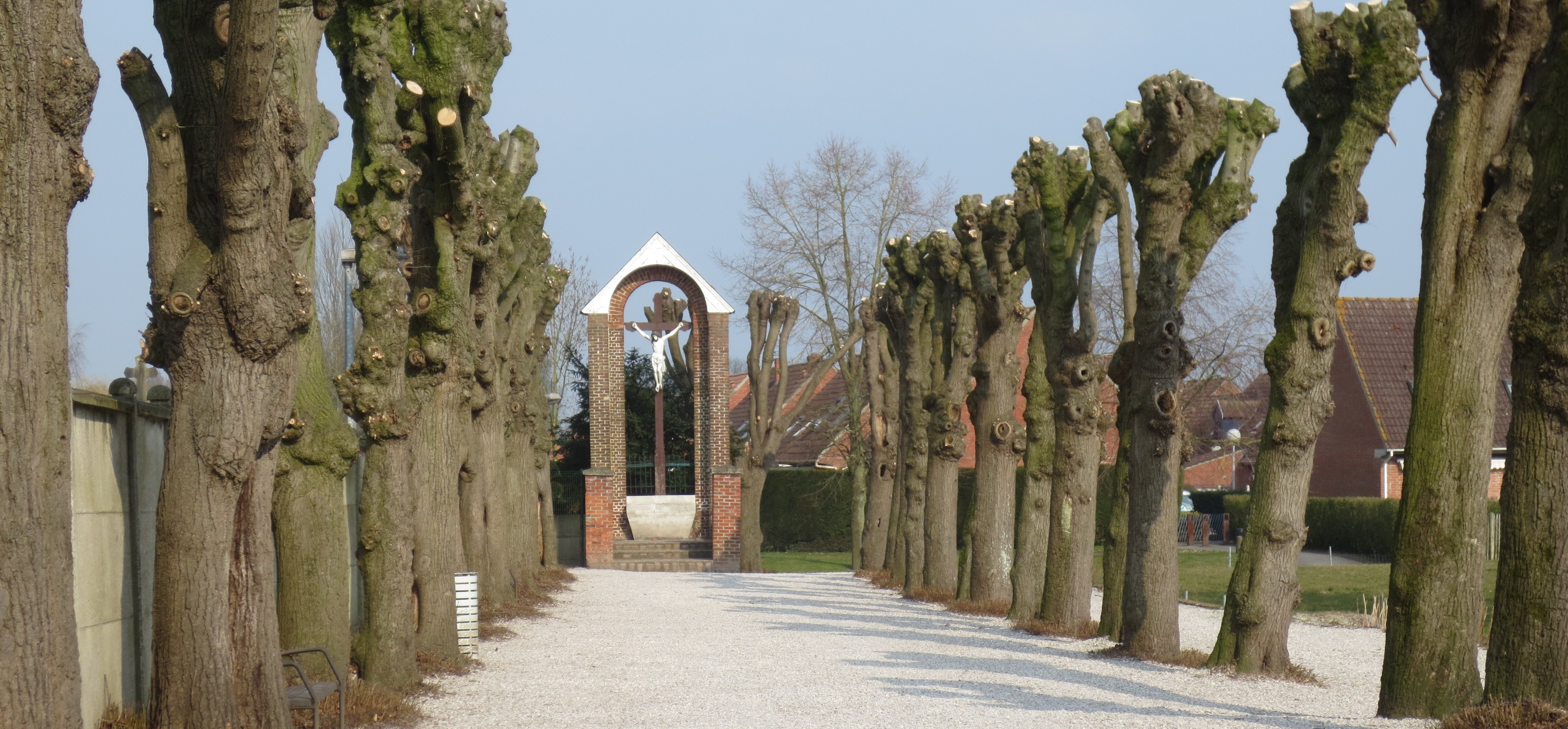
Le calvaire.

### Équipements culturels
La commune propose de nombreuses animations : au centre d'animation socioculturel Françoise-Dolto activités, poterie, scrabble, point de croix, bibliothèque, centre de loisirs, rallye famille, couture, Ateliers collectifs familles, journée eco- santé, dictée de Sailly, dispositif OVVV, séjour de ski avec les ados, sorties culturelles, tricot crochet, danse moderne, danse classique, danse de salon, danse rock, Animation Inter classes, peinture, dessin, théâtre, spectacle son et lumière, centre animation jeunes et adolescents, atelier bricolage, club informatique, chasse à l'œuf, sortie mondial de l'auto, une vingtaine de salarié durant l'été.

### Personnalités liées à la commune
- Auguste Cornat (1824-1891), général de division, grand-croix de la Légion d'honneur, né dans la commune.

### Héraldique
| Blason de Sailly-sur-la-Lys | Blason  | D'or à la barre ondée d'azur accompagnée en chef d'une croisette ancrée de gueules et en pointe du bâtiment de la prévôté du même ajouré du champ. Ornements extérieursCroix de guerre 1914-1918 |
| Blason de Sailly-sur-la-Lys | Détails | |

En juin 2017, le conseil municipal décide de déclarer le logo actuel comme étant le blason officiel.

## Pour approfondir

#### Bases de données, dictionnaires et encyclopédies
- Ressources relatives à la géographie :   - Insee (communes)
  - Ldh/EHESS/Cassini
- Ressource relative à la santé :   - Fichier national des établissements sanitaires et sociaux
- Ressource relative à plusieurs domaines :   - Annuaire du service public français
- Notices d'autorité :   - VIAF
  - BnF (données)
  - IdRef